# Federica Valenti
Federica Valenti (Torino, 29 giugno 1969) è una doppiatrice italiana.

## Doppiaggio

### Film
- Kevin Iannotta in La tribù del pallone - Sfida agli invincibili, La tribù del pallone - Uno stadio per la tribù, La tribù del pallone - Tutti per uno, La tribù del pallone - Alla conquista della coppa
- Brittany Byrnes in Fantasmi alla riscossa
- Roxanne McKee in Wrong Turn 5 - Bagno di sangue

### Film d'animazione
- TonyTony Chopper in One Piece - Il tesoro del re, One Piece - Trappola mortale, One Piece - La spada delle sette stelle, One Piece - L'isola segreta del barone Omatsuri, One Piece - I misteri dell'isola meccanica, One Piece - Un'amicizia oltre i confini del mare, One Piece - Il miracolo dei ciliegi in fiore, One Piece - Avventura sulle isole volanti, One Piece 3D - L'inseguimento di Cappello di Paglia, One Piece Film: Z, One Piece Gold - Il film, One Piece Stampede - Il film, One Piece Film: Red
- Shizuka Minamoto in Doraemon - The Movie: Le 1000 e una notte, Doraemon - The Movie: Il Regno delle Nuvole, Doraemon - The Movie: Il dinosauro di Nobita, Doraemon - Il film: Le avventure di Nobita e dei cinque esploratori, Doraemon - Il film, Doraemon - Il film: Nobita e gli eroi dello spazio, Doraemon - Il film: Nobita e la nascita del Giappone, Doraemon - Il film: Nobita e la grande avventura in Antartide "Kachi Kochi", Doraemon - Il film: Nobita e l'isola del tesoro, Doraemon - Il film: Nobita e le cronache dell'esplorazione della Luna, Doraemon - Il film: Nobita e il nuovo dinosauro, Doraemon - Il film 2, Doraemon - Il film: Nobita e le piccole guerre stellari 2021, Doraemon - Il film: Nobita e l'Utopia celeste, Doraemon - Il film: Nobita e la sinfonia della Terra, Doraemon - Il film: Nobita e il racconto del mondo della pittura
- Rainbow Dash in My Little Pony - Equestria Girls, My Little Pony - Equestria Girls - Rainbow Rocks, My Little Pony - Equestria Girls - Friendship Games, My Little Pony - Equestria Girls - Legend of Everfree, My Little Pony - Il film, My Little Pony - Equestria Girls - Forgotten Friendship, My Little Pony - Equestria Girls - Rollercoaster of Friendship, My Little Pony: una nuova generazione
- Ai Haibara in Detective Conan - La strategia degli abissi, Detective Conan - Requiem per un detective, Detective Conan - L'isola mortale, Detective Conan - La musica della paura, Detective Conan - ...e le stelle stanno a guardare, Detective Conan - L'undicesimo attaccante, Lupin Terzo vs Detective Conan
- Ayumi Yoshida in Detective Conan - Fino alla fine del tempo, Detective Conan - L'asso di picche, Detective Conan - L'ultimo mago del secolo, Detective Conan - Solo nei suoi occhi, Detective Conan - Trappola di cristallo, Detective Conan - Il fantasma di Baker Street
- Max in Pokémon: Jirachi Wish Maker, Pokémon: Destiny Deoxys, Pokémon: Lucario e il mistero di Mew, Pokémon Ranger e il Tempio del Mare
- Pual in Dragon Ball - Il torneo di Miifan (ridoppiaggio), Dragon Ball Z - La grande battaglia per il destino del mondo (ridoppiaggio), Dragon Ball Z - La storia di Trunks (ridoppiaggio), Dragon Ball - Il cammino dell'eroe (ridoppiaggio)
- Trunks da neonato in Dragon Ball Z - La storia di Trunks (ridoppiaggio), Dragon Ball Z - Il Super Saiyan della leggenda (ridoppiaggio), Dragon Ball Z - La minaccia del demone malvagio (ridoppiaggio)
- Hinata Hyuga in Naruto Shippuden - Il maestro e il discepolo, Naruto Shippuden - Eredi della Volontà del Fuoco, Naruto - La via dei ninja, The Last: Naruto the Movie, Boruto: Naruto the Movie
- Neesha in Pokémon il film - Mewtwo contro Mew, Pokémon: Mewtwo colpisce ancora - L'evoluzione
- C-ko kotobuki in Project A-ko
- Kotori in X
- Linus van Pelt ne Un grandissimo compleanno, Charlie Brown!, Charlie Brown e il pifferaio magico[1][2]
- C.R in La grande caccia all'Uovo di Pasqua
- Melody in Pokémon 2 - La forza di uno
- Casper in Casper e il Natale
- Rei in Perfect Blue
- Shelly e Menta Piperita in Barbie e lo schiaccianoci
- Maddy in L'isola di Furby
- Panjee in Dragon Ball - La leggenda delle sette sfere (ridoppiaggio)
- Goku da neonato in Dragon Ball Z - Le origini del mito (ridoppiaggio)
- Broly da neonato in Dragon Ball Z - Il Super Saiyan della leggenda (ridoppiaggio)
- Coco in Dragon Ball Z - Sfida alla leggenda (ridoppiaggio)
- Minosia in Dragon Ball Z - L'eroe del pianeta Conuts (ridoppiaggio)
- Mindy in Doredò Doremì - La montagna del non ritorno
- Shaymin in Pokémon: Giratina e il Guerriero dei Cieli
- Momo Nishimiya in Jujutsu kaisen 0 - Il film
- Shiho Miyano in Detective Conan: Episode "One" - Il detective rimpicciolito (seconda edizione)

### Serie TV
- Brooke Callaghan in Snobs
- Lackey Bevis e Eleanor Noble in Undressed
- Usi Velasco in Marcellina
- Alejandra Lorenzo in Una vita
- Logan Browning e Marquise Brown in Ned - Scuola di sopravvivenza[3]
- Ayame Misaki in Alice in Borderland[4]
- Devon Alan in L'incendiaria
- Krista Bridges in Nurses - Nel cuore dell'emergenza
- Scorpina in Power Rangers

### Serie animate
- Amelia Wil Tesla Saillune in Slayers, Slayers Next, Slayers Try, Slayers Revolution, Slayers Evolution-R
- Mindy in Doredò Doremi, Mille magie Doremi, Magica Magica Doremi
- Rainbow Dash in My Little Pony - L'amicizia è magica, My Little Pony - Equestria Girls, My Little Pony - Equestria Girls - Magical Movie Night
- Hinata Hyuga in Naruto, Naruto Shippuden
- Sakura in Pokémon Johto Champions League, Pokémon Master Quest
- Dende da bambino, Marron e Cico (ep. 16) in Dragon Ball Z
- Sara in Dragon Ball, Dragon Ball Z
- Riff in Dragon Ball, Dragon Ball Super
- Pan in Dragon Ball Z, Dragon Ball GT
- Nako in CLAMP Detective
- Nanami Kiryū in Utena la fillette révolutionnaire
- Poomo in Twin Princess - Principesse gemelle
- Max in Pokémon Rubino e Zaffiro
- Patty in Curiosando nei cortili del cuore
- Barbottina in Barbapapà
- Rica (1ª voce), Roronoa Zoro (da bambino, 1ª voce) e TonyTony Chopper in One Piece
- Casper in Casper
- Mike Freccetta in Tex Avery Show
- Dexter ne Il laboratorio di Dexter
- Mandy Flood in Sam il pompiere (serie del 2003)
- Moffetta in Franklin and Friends[5]
- Panky in I figli della Pantera Rosa
- Marilù (Dora) Read in Arthur
- Dixie Kong in Donkey Kong Country
- Kinoko Sarada e Tsururin Tsun in Dr. Slump[6] (2º doppiaggio, serie 1980/86)
- Max in Draghi e draghetti
- Splendidorso in Gli Orsetti del Cuore[7]
- Cerise Hood in Ever After High
- Noi in Blue Dragon
- Ayumi Yoshida (1ª voce) e Ai Haibara (2ª voce) in Detective Conan
- Ai Haibara in Magic Kaito 1412
- Mariam in Beyblade
- Eriru in Principesse sirene - Mermaid Melody
- Murmo in Mirmo!!
- Sara in Flint a spasso nel tempo
- Blair Flannigan in Yu-Gi-Oh! GX
- Haruto Tenjo in Yu-Gi-Oh! Zexal
- Rald in Jewelpet
- Chibi Chibi in Petali di stelle per Sailor Moon
- Parapara in Sailor Moon
- Haruko Akagi in Slam Dunk
- Rima Mashiro in Shugo Chara!
- Shizuka Minamoto in Doraemon (serie 1979 2ª edizione, e serie 2005)
- Mimì in Mimì e la nazionale di pallavolo (3^ doppiaggio)
- Jujika in Happy Lucky Bikkuriman
- Canal Vorfeed in Lost Universe
- Kirara Mitsuboshi in Najica Blitz Tactics
- Terry in È un po' magia per Terry e Maggie
- Timidy in Hamtaro
- GIR in Invader Zim
- Regina "Reggie" Rocket in Rocket Power - E la sfida continua...
- Emeraude in Magic Knight Rayearth (1° doppiaggio)
- Primera in Magic Knight Rayearth (2° doppiaggio)
- Botan in Yu Yu Hakusho
- Chip in Inazuma Eleven GO Galaxy
- Chisa in Comic Party
- Sorrel in Dragon Ball Super
- Diglett in Pokémon Mystery Dungeon - Esploratori del tempo e dell'oscurità
- Fiona in Zoids
- Principessa Sparkle in Spider Riders
- Komasan in Yo-kai Watch
- Erika in Un fiocco per sognare, un fiocco per cambiare
- Principessa Neve/Koyuki in MÄR
- Anna in Ririka, SOS!
- Ritsuko Tenshu in Kilari
- Midori in Aka-chan to boku
- Razzo e Zia Cannella in Kid-E-Cats - Dolci gattini
- Izuku Midoriya (da bambino) in My Hero Academia
- Waffle in Sugar Sugar Rune
- Ping Pong in Jim Bottone
- Casey in Pokémon: Master Quest
- Gu in Daniel Tiger
- Samantha "Sam" Manson in Danny Phantom
- Frankie Ducky in Il mio amico Rocket
- Puck in Re:Zero - Starting Life in Another World
- Siune (stagione 4) in Sword Art Online
- Sophie/Fujisaka Kana in Sword Art Online Alternative: Gun Gale Online
- Kiyo Terauchi in Demon Slayer - Kimetsu no yaiba
- Yoshino Sōma, Loly Aivirrne e Haineko in Bleach
- Sarantoya in Lupin III - Una storia senza fine
- Personaggi minori in Gintama
- Bella addormentata in Le fiabe più belle
- Fanfan in Le nuove avventure di Spank
- Chapava in Mouk
- Ispettrice in Goblin Slayer
- Hamsuke in Overlord
- Bop in Brave Bunnies
- Lucas in Lucas the Spider[8]
- Iris Hepburn in Tutor Hitman Reborn!
- Blanc in That Time I Got Reincarnated as a Slime: Visions of Coleus

### Videogiochi
- Sandy Cheeks, Regina Shelly, Wanda e Samantha in Spongebob And Friends: Battle For Volcano Island
- Casper in Casper: Spirit Dimensions e Casper Friends Around The World[9]
- Skyler in Rainbow High: Runway Rush (2023)[10]